# تشارلز جونسون (لاعب كرة قاعدة)
تشارلز جونسون (بالإنجليزية: Charles Johnson)‏ (و. 1971 – م) هو لاعب كرة قاعدة، من الولايات المتحدة الأمريكية، ولد في فورت بيرس، فلوريدا، شارك في الألعاب الأولمبية الصيفية 1992.

## التعليم
تعلم في جامعة ميامي، وFort Pierce Westwood High School ‏.

## جوائز
حصل على جوائز منها:
- جائزة القفاز الذهبي لرولينغز [الإنجليزية]‏.

## روابط خارجية
- تشارلز جونسون على موقع دوري كرة القاعدة الرئيسي (الإنجليزية)
- تشارلز جونسون على موقعبيزبول رفرنس.كوم (الدوري الرئيسي) (الإنجليزية)
- تشارلز جونسون على موقعبيزبول رفرنس.كوم (الدوري الثانوي) (الإنجليزية)
- تشارلز جونسون على موقع إي إس بي إن.كوم (أم.أل.بي) (الإنجليزية)
- تشارلز جونسون على موقع مشجعي الرسوم البيانية (الإنجليزية)
- تشارلز جونسون على موقع أوليمبيديا (الإنجليزية)